# Vareilles (Creuse)
Vareilles település Franciaországban, Creuse megyében. Lakosainak száma 322 fő (2022. január 1.). Vareilles Azerables, La Souterraine, Saint-Agnant-de-Versillat, Arnac-la-Poste és Saint-Sulpice-les-Feuilles községekkel határos.

## Népesség
A település népessége az elmúlt években az alábbi módon változott:
| Lakosok száma | 385  | 308  | 297  | 288  | 312  | 312  | 311  | 306  | 305  | 322  |
|               | 1968 | 1982 | 1990 | 2006 | 2013 | 2015 | 2017 | 2019 | 2020 | 2022 |